# HP-21

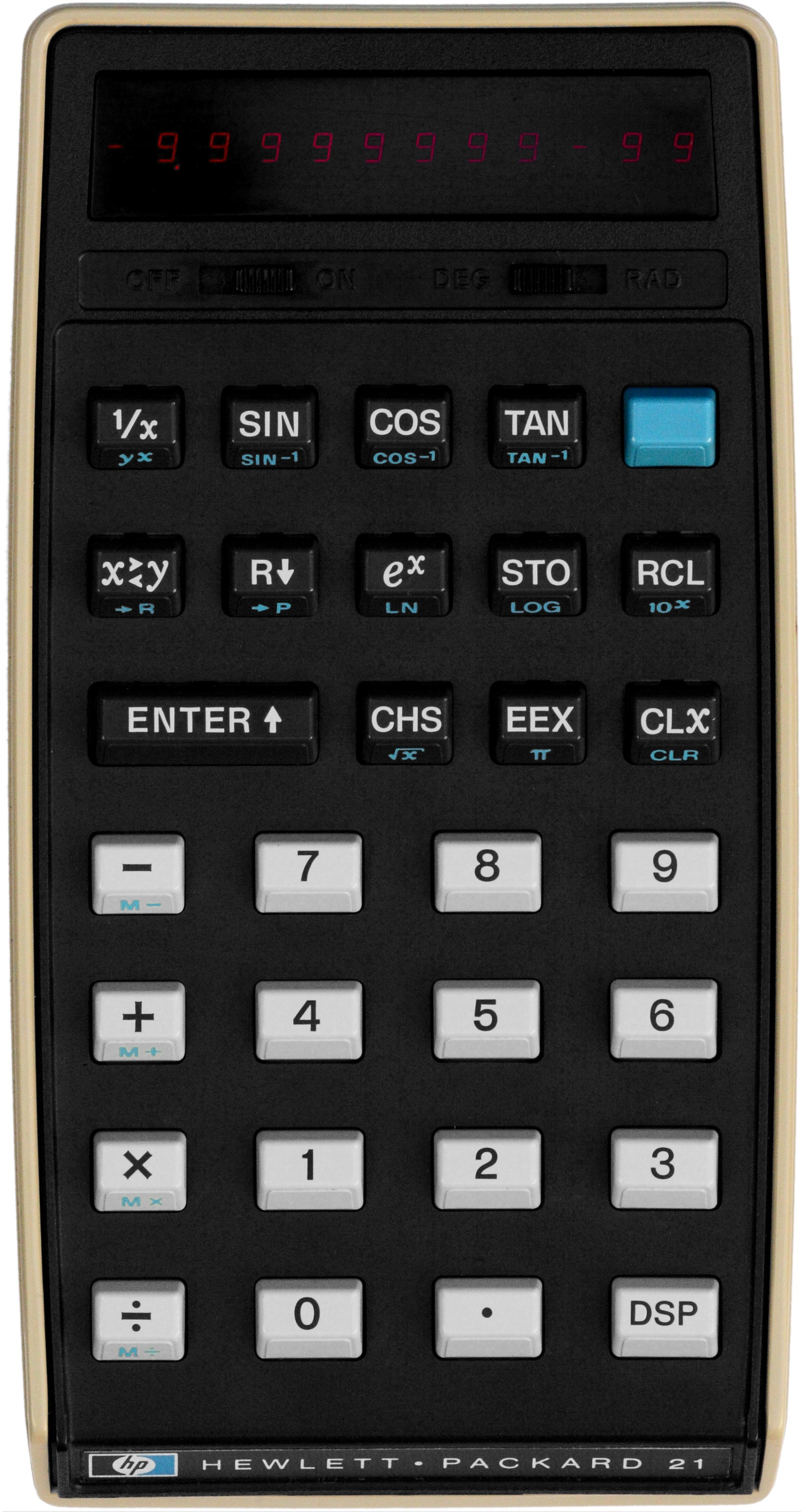
HP-21

HP-21 は1975年から1978年までの間にヒューレット・パッカードによって製造されていた関数電卓であった 。HP-21は世界初の関数電卓として発売されたHP-35 を置き換える機種として設計され、HP-22とHP-25 を含む3つの電卓の集合の1つであった。これら3つは構造が似ているが、異なる市場を狙っていた。
当時から現在までのほとんどの HP 電卓と同様にHP-21は4レベルスタックを使った逆ポーランド記法入力ロジックを使った。HP-21 は単一のユーザー利用可能メモリーレジスタを搭載していた。当時の当然のこととして、メモリーは電源OFF時に保存されなかった。物理的なスライドスイッチはデグリーとラジアンを交互に切り替えた。これは珍しい特徴であった。HP-25 は12桁LEDディスプレイを搭載していた。これはHP-35の15桁よりも少なかった。表示桁数が少ないのでHP-21（とHP-25のような類似の電卓）は10桁の数を表示できたが、指数表示のとき8桁の仮数部と2桁の指数だけを表示した（仮数部と指数部の符号のために2桁の表示が必要なため）。青いシフトキーは高い台形のキーの前に印刷された青い文字の機能を使うことを可能にした。
HP-21 の開発コード名は Pumpkin であり、それは Woodstock シリーズの1つであった。アメリカ合衆国における価格は1975年に$125で、1978年時点で$80であった。